# ویلیام دادل

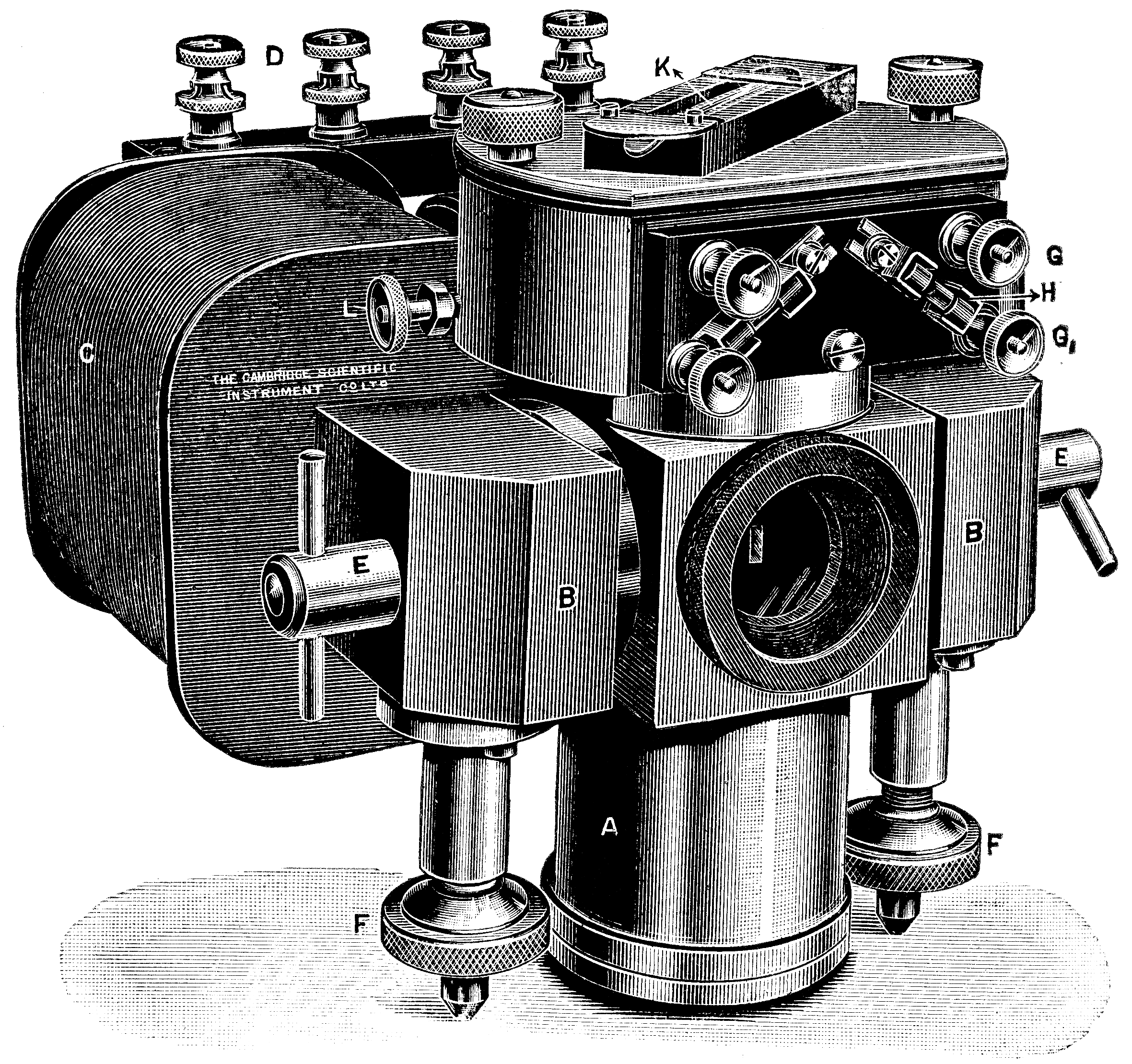
نمایی از نوسان‌نگار کلاف متحرک دادل. این دستگاه از اختراعات ویلیام دادل است. نمای کلی، شکل الکترومغناطیس اسیلوگرافی سیم‌پیچ متحرک دادل شامل حمام روغن و آهنربای الکتریکی را نشان می‌دهد. این ابزار به‌ویژه برای داشتن دورهٔ ارتعاش طبیعی بسیار بالا (حدود ۱/۱۰۰۰۰ ثانیه) طراحی‌شده تا برای کارهای تحقیقاتی دقیق مناسب باشد. همچنین برای فرکانس‌های تا ۳۰۰ هرتز کاملاً دقیق است.

ویلیام دوبوا دادل (به انگلیسی: William Duddell) (زادهٔ ۱ ژوئیه ۱۸۷۲ – درگذشتهٔ ۴ نوامبر ۱۹۱۷) مهندس برق و فیزیکدان اهل انگلیس بود. دادل، ابزارساز مبتکرانه‌ای بود. در سن چهارسالگی او یک ماشین با ترکیب یک موش اسباب‌بازی با چرخ‌های ساعت ساخته بود. اختراعات او شامل نوسان‌نگار کلاف متحرک، و گرمایی و گالوانومتر گرمایی.

## آواز قوس دادل
قبل از اختراع لامپ رشته‌ای از لامپ قوس الکتریکی برای روشنایی خیابان‌ها استفاده می‌شد. این چراغ‌ها نور را با استفاده از قوس الکتریکی بین دو الکترود کربنی ایجاد می‌کردند. این چراغ‌ها اغلب صدای وزوز قابل شنیدن، صدای جلز ولز یا حتی زوزه کشنده تولید می‌کردند. در سال ۱۸۹۹ دادل دانشجوی ویلیام ایرتون در دانشکده فنی مرکزی بود استادش از او خواست تا این مشکل را بررسی کند. علت صدا ناپایداری جریان قوس در نتیجهٔ مقاومت منفی قوس بود. دادل یک مدار تنظیم شامل سلف و خازن در طول قوس قرار داد.مقاومت منفی قوس نوسان‌های فرکانس صوتی را در مدار تنظیم شده و در فرکانس تشدید تحریک می‌کرد که مانند یک تن موسیقی شنیده می‌شد. او از نوسان‌نگار خود برای تنظیم صفحه کلیدی برای نواختن آهنگ استفاده کرد. و یکی از اولین آهنگ الکترونیکی را تحت عنوان «خدا ملکه را حفظ کند» نواخت.